# Montmarault
Montmarault [mɔ̃maʁo] (anciennement Montmaraud) est une commune française située dans le département de l'Allier, en région Auvergne-Rhône-Alpes.

## Géographie

### Localisation
Montmarault est située au centre-ouest du département de l'Allier, à 26,9 km à l'est de Montluçon et à 40,2 km au sud-ouest de la préfecture Moulins, à vol d'oiseau.
Quatre communes sont limitrophes :
Les communes limitrophes sont Blomard, Saint-Bonnet-de-Four, Saint-Marcel-en-Murat et Sazeret.
|                      | Sazeret     |                       |
| Saint-Bonnet-de-Four | Montmarault | Saint-Marcel-en-Murat |
|                      |             | Blomard               |

### Hydrographie
Le Reuillon prend sa source sur le territoire de la commune.

### Voies de communication et transports

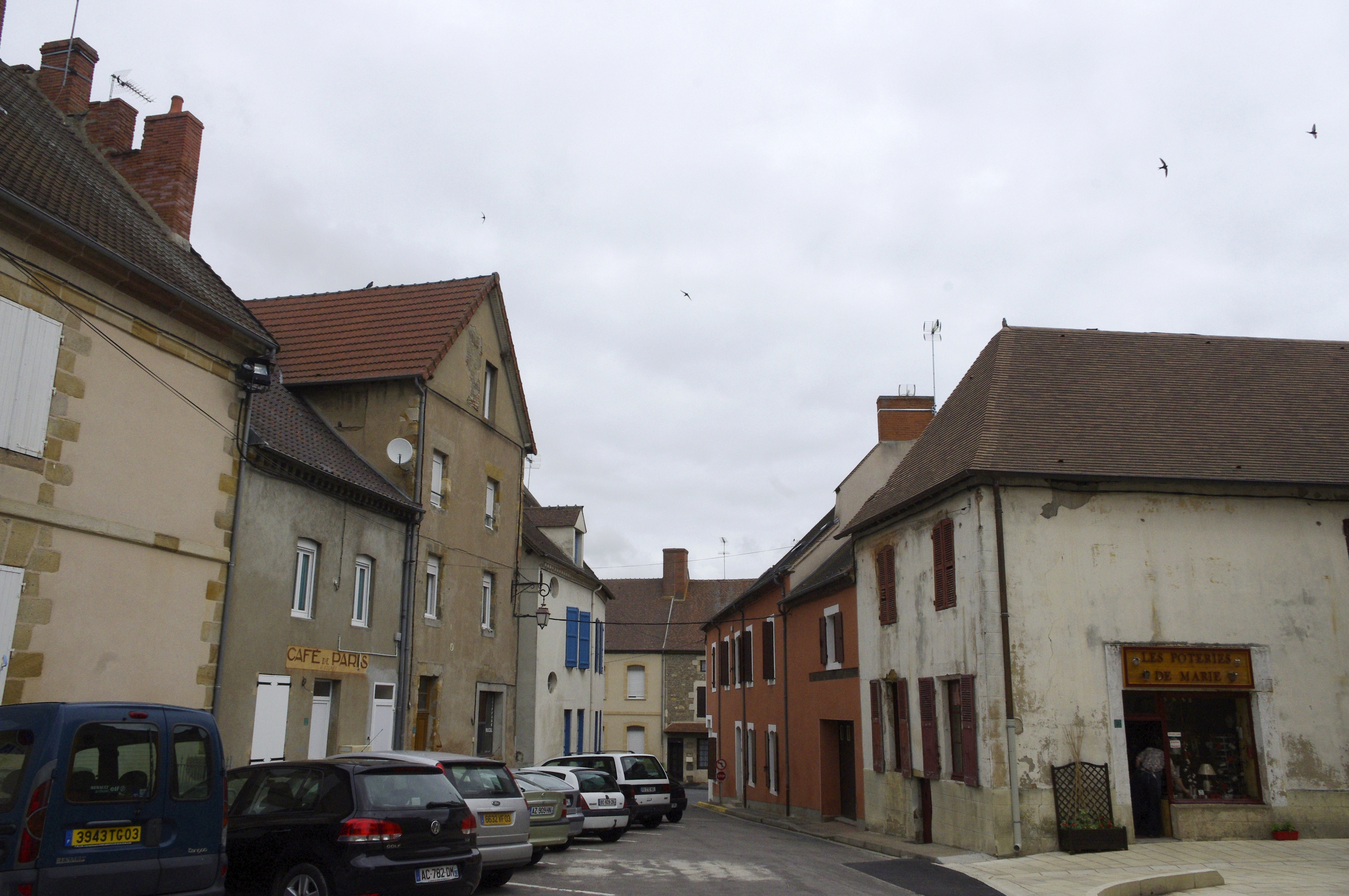
Rue à côté de l'église.

Montmarault est située sur un carrefour d'axes routiers nationaux et européens. L'échangeur 11 de l'autoroute A71 (E11) la relie à Paris et à Clermont-Ferrand ; elle est également l'origine de la route nationale 79 (E62) menant vers Moulins et Mâcon, portion de la RCEA (Route Centre-Europe Atlantique), surnommée la route tueuse en raison des accidents mortels très fréquents.
La commune est également traversée par les routes départementales 4 (vers Beaune-d'Allier et Saint-Éloy-les-Mines au sud-ouest), 16 (vers Villefranche-d'Allier et Cosne-d'Allier au nord-ouest), 46 (ancienne route nationale 146 vers Saint-Pourçain-sur-Sioule, Vichy et Roanne à l'est), 68 (vers Blomard au sud-sud-est et Sazeret au nord), 204 (desserte interne de la commune) et 945 (vers Deux-Chaises, desservant une zone d'activités).
La commune est labellisée Village étape depuis 2012.

### Climat
Pour des articles plus généraux, voir Climat d'Auvergne-Rhône-Alpes et Climat de l'Allier.
En 2010, le climat de la commune est de type climat océanique dégradé des plaines du Centre et du Nord, selon une étude du CNRS s'appuyant sur une série de données couvrant la période 1971-2000. En 2020, Météo-France publie une typologie des climats de la France métropolitaine dans laquelle la commune est exposée à un climat de montagne ou de marges de montagne et est dans la région climatique Ouest et nord-ouest du Massif Central, caractérisée par une pluviométrie annuelle de 900 à 1 500 mm, maximale en automne et en hiver.
Pour la période 1971-2000, la température annuelle moyenne est de 10,2 °C, avec une amplitude thermique annuelle de 15,6 °C. Le cumul annuel moyen de précipitations est de 820 mm, avec 10,9 jours de précipitations en janvier et 7,4 jours en juillet. Pour la période 1991-2020, la température moyenne annuelle observée sur la station météorologique installée sur la commune est de 11,2 °C et le cumul annuel moyen de précipitations est de 811,6 mm,. Pour l'avenir, les paramètres climatiques de la commune estimés pour 2050 selon différents scénarios d'émission de gaz à effet de serre sont consultables sur un site dédié publié par Météo-France en novembre 2022.
| Mois                                  | jan.           | fév.           | mars           | avril         | mai             | juin          | jui.          | août           | sep.          | oct.            | nov.            | déc.           | année      |
| ------------------------------------- | -------------- | -------------- | -------------- | ------------- | --------------- | ------------- | ------------- | -------------- | ------------- | --------------- | --------------- | -------------- | ---------- |
| Température minimale moyenne (°C)     | 0,6            | 0,6            | 2,9            | 5,3           | 8,9             | 12,3          | 14,2          | 14,1           | 10,6          | 8               | 3,8             | 1,3            | 6,9        |
| Température moyenne (°C)              | 3,3            | 3,9            | 7,2            | 10,2          | 14              | 17,7          | 19,8          | 19,8           | 15,6          | 11,8            | 6,9             | 4              | 11,2       |
| Température maximale moyenne (°C)     | 6,1            | 7,3            | 11,5           | 15            | 19,1            | 23            | 25,5          | 25,5           | 20,6          | 15,5            | 9,9             | 6,7            | 15,5       |
| Record de froid (°C) date du record   | −11,9 20.01.17 | −14,3 07.02.12 | −14,5 01.03.05 | −4,4 08.04.03 | −0,1 07.05.1997 | 4,3 04.06.01  | 6,5 17.07.00  | 5,7 30.08.1998 | 1,7 25.09.02  | −5,2 29.10.1997 | −9,2 23.11.1998 | −12,7 15.12.01 | −14,5 2005 |
| Record de chaleur (°C) date du record | 18,3 25.01.16  | 20,1 27.02.19  | 24,6 31.03.21  | 28,8 14.04.13 | 31,2 10.05.12   | 39,5 27.06.19 | 39,3 23.07.19 | 39,4 12.08.03  | 33,6 04.09.20 | 28,1 02.10.01   | 22,9 08.11.15   | 18,1 24.12.12  | 39,5 2019  |
| Précipitations (mm)                   | 57,2           | 49,5           | 52,3           | 70,2          | 87,3            | 76            | 68,5          | 73,7           | 73,3          | 69,1            | 75,1            | 59,4           | 811,6      |

## Urbanisme

### Typologie
Au 1er janvier 2024, Montmarault est catégorisée bourg rural, selon la nouvelle grille communale de densité à 7 niveaux définie par l'Insee en 2022.
Elle est située hors unité urbaine et hors attraction des villes,.

### Occupation des sols

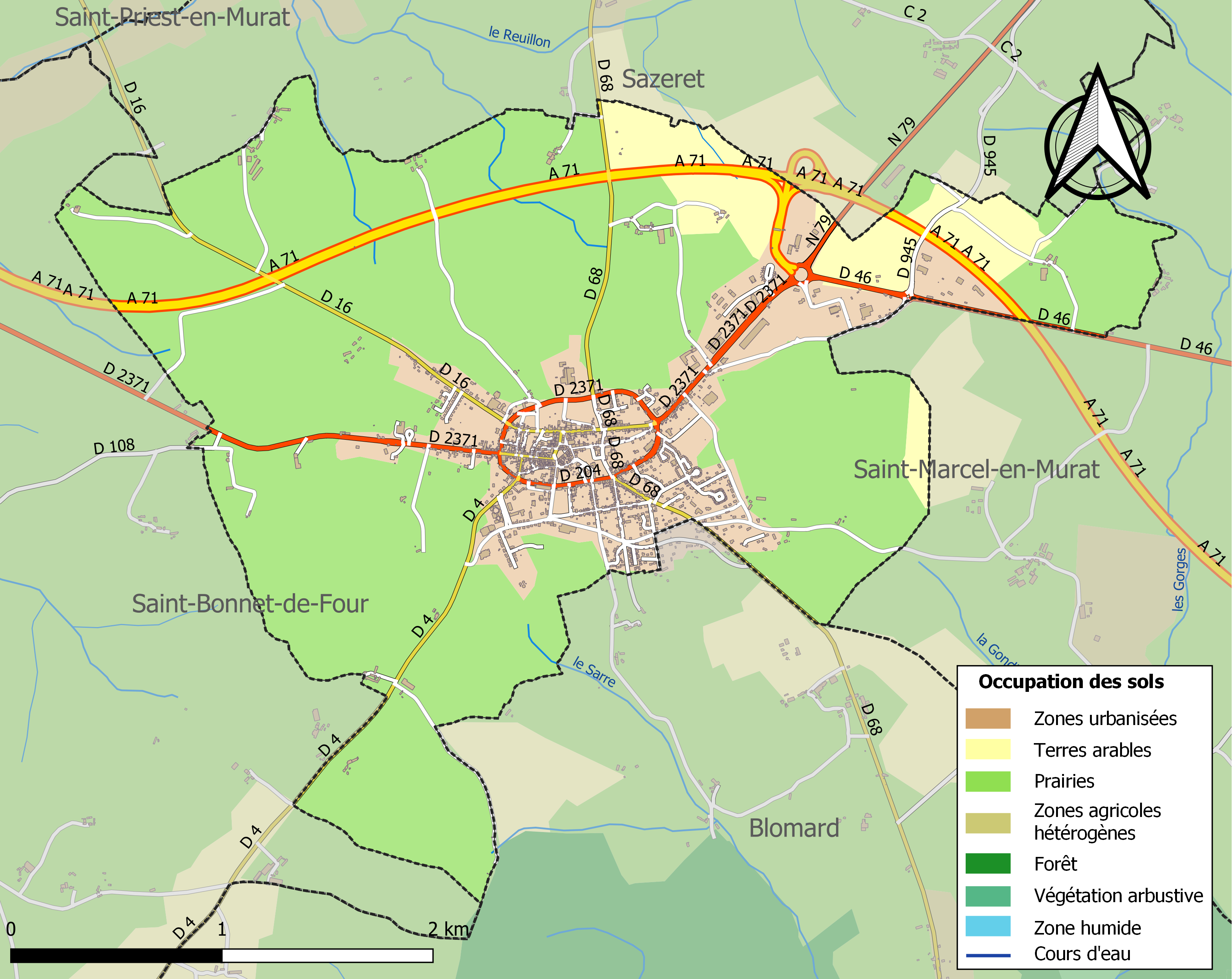
Carte des infrastructures et de l'occupation des sols de la commune en 2018 (CLC).

L'occupation des sols de la commune, telle qu'elle ressort de la base de données européenne d’occupation biophysique des sols Corine Land Cover (CLC), est marquée par l'importance des territoires agricoles (82,1 % en 2018), en diminution par rapport à 1990 (85,3 %). La répartition détaillée en 2018 est la suivante : 
prairies (74,3 %), zones urbanisées (12,2 %), terres arables (7,7 %), zones industrielles ou commerciales et réseaux de communication (5,7 %).
L'IGN met par ailleurs à disposition un outil en ligne permettant de comparer l’évolution dans le temps de l’occupation des sols de la commune (ou de territoires à des échelles différentes). Plusieurs époques sont accessibles sous forme de cartes ou photos aériennes : la carte de Cassini (XVIIIe siècle), la carte d'état-major (1820-1866) et la période actuelle (1950 à aujourd'hui).

## Toponymie
Au XIIe siècle, le lieu est mentionné sous le nom de Mons Smaragdi, puis au XIVe siècle Mons Meraldi ou Mons Meraudi.
L'orthographe est ensuite Montmaraud jusqu'au XVIIIe siècle.

## Histoire
À l'époque romaine, il s'agit d'un lieu de passage fréquenté. Au Moyen Âge, la ville est fortifiée et entourée d'une double rangée de fossés[réf. nécessaire].
En 1687, le siège de la châtellenie de Murat y est transféré et Montmarault devient le centre de la juridiction.

## Politique et administration
| Période                                  | Période                   | Identité                           | Étiquette     | Qualité   |
| ---------------------------------------- | ------------------------- | ---------------------------------- | ------------- | --------- |
| Les données manquantes sont à compléter. |                           |                                    |               |           |
| 1815                                     | 1828                      | Georges Étienne Antoine Boucaumont |               | Notaire   |
| vers 1860                                |                           | Gabriel Boucaumont                 |               | Magistrat |
| 1885                                     |                           | Marcel Vacher                      |               | Député    |
| mai 1945                                 | mars 1965                 | Henri Brun                         |               |           |
| mars 1965                                | mars 1977                 | Fernand Bizebart                   |               |           |
| mars 1977                                | 1993                      | Robert Ferrandon                   |               |           |
| 1993                                     | 1998                      | Maurice Delfour-Peyrethon          | Apparenté PCF |           |
| 1998                                     | 2006                      | Claude Capdevielle                 |               |           |
| 2006                                     | mars 2014                 | René Mathonière                    |               |           |
| mars 2014                                | 23 mai 2020               | Bernard Martin                     | PCF           | Retraité  |
| 23 mai 2020                              | En cours (au 24 mai 2020) | Didier Lindron                     | DVD-LR        |           |

## Population et société

### Démographie
L'évolution du nombre d'habitants est connue à travers les recensements de la population effectués dans la commune depuis 1793. Pour les communes de moins de 10 000 habitants, une enquête de recensement portant sur toute la population est réalisée tous les cinq ans, les populations de référence des années intermédiaires étant quant à elles estimées par interpolation ou extrapolation. Pour la commune, le premier recensement exhaustif entrant dans le cadre du nouveau dispositif a été réalisé en 2006.

En 2022, la commune comptait 1 522 habitants, en évolution de +0,13 % par rapport à 2016 (Allier : −1,38 %, France hors Mayotte : +2,11 %).
| 1793  | 1800 | 1806  | 1821  | 1831  | 1836  | 1841  | 1846  | 1851  |
| ----- | ---- | ----- | ----- | ----- | ----- | ----- | ----- | ----- |
| 1 125 | 672  | 1 003 | 1 326 | 1 419 | 1 490 | 1 612 | 1 676 | 1 717 |

| 1856  | 1861  | 1866  | 1872  | 1876  | 1881  | 1886  | 1891  | 1896  |
| ----- | ----- | ----- | ----- | ----- | ----- | ----- | ----- | ----- |
| 1 786 | 1 847 | 1 731 | 1 815 | 1 841 | 1 840 | 1 901 | 1 898 | 1 814 |

| 1901  | 1906  | 1911  | 1921  | 1926  | 1931  | 1936  | 1946  | 1954  |
| ----- | ----- | ----- | ----- | ----- | ----- | ----- | ----- | ----- |
| 1 654 | 1 670 | 1 681 | 1 504 | 1 481 | 1 520 | 1 610 | 1 454 | 1 386 |

| 1962  | 1968  | 1975  | 1982  | 1990  | 1999  | 2006  | 2011  | 2016  |
| ----- | ----- | ----- | ----- | ----- | ----- | ----- | ----- | ----- |
| 1 409 | 1 446 | 1 366 | 1 443 | 1 597 | 1 663 | 1 572 | 1 510 | 1 520 |

| 2021  | 2022  | - | - | - | - | - | - | - |
| ----- | ----- | - | - | - | - | - | - | - |
| 1 523 | 1 522 | - | - | - | - | - | - | - |

### Enseignement
Montmarault dépend de l'académie de Clermont-Ferrand et gère les écoles maternelle et élémentaire Pierre-et-Marie-Curie.
Le collège Jeanne-Cluzel est situé sur la commune et géré par le conseil départemental de l'Allier.
Il existe une école élémentaire privée (Sainte-Thérèse).

## Culture locale et patrimoine

### Lieux et monuments

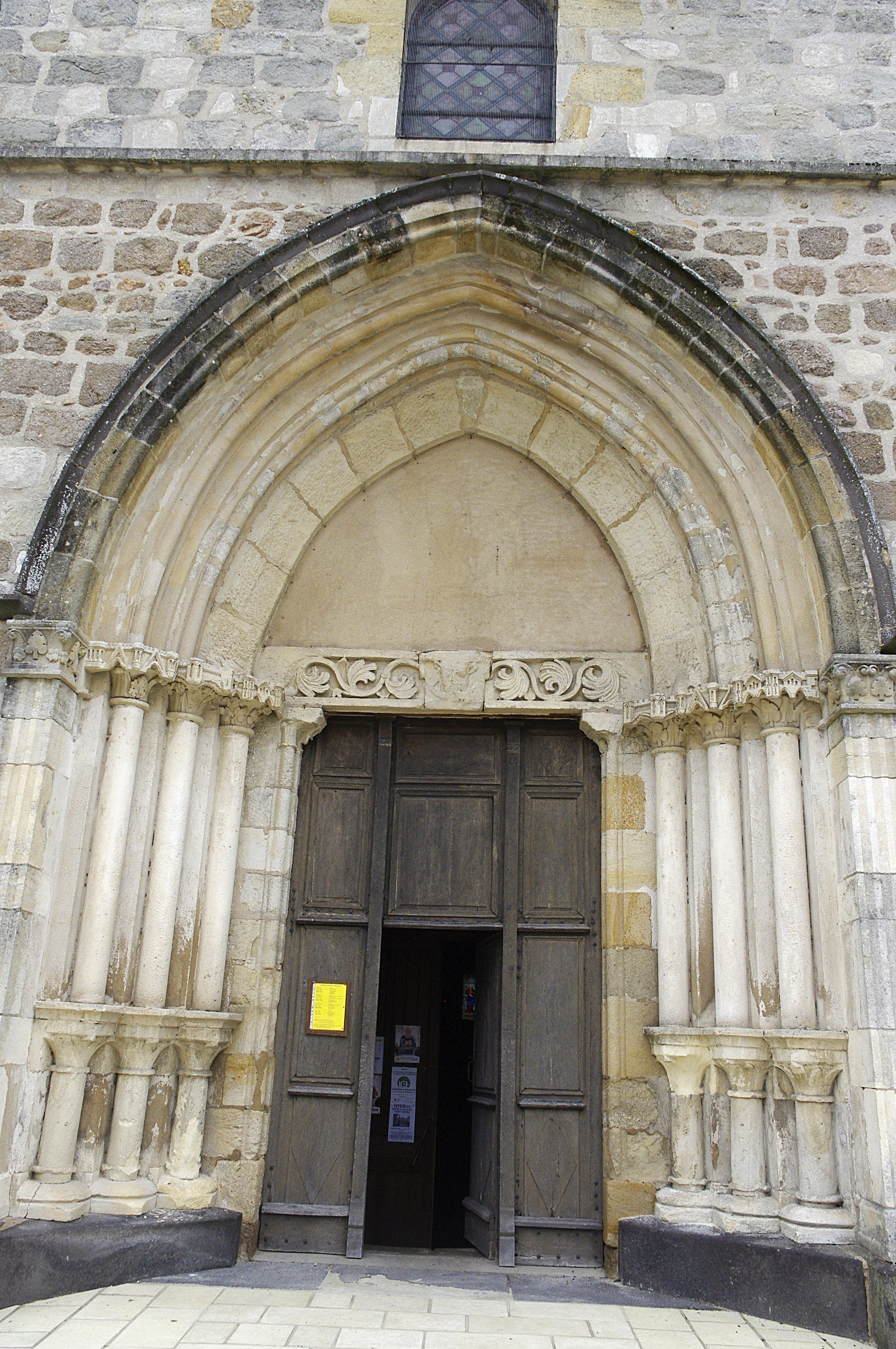
Portail de l'église Saint-Étienne.

- Église Saint-Étienne, édifiée aux XIIe et XIIIe siècles ; elle possède un clocher du XVIIIe siècle, une copie du Saint Michel terrassant le dragon de Raphaël[Note 2] et un bénitier du XVe siècle portant les armes des ducs de Bourbon.
- Étangs de Miquet et de Mazelier.
- Château de Montmarault (château Camus) qui servit en 1940-44 d'état-major au groupement 39 (le Foucaud) des chantiers de jeunesse.
- Musée du Chemin de fer de l'Allier[25], créé par l'association Chemin de fer de l'Allier. Il est installé sur l'ancien site des Chemins de fer économiques.

### Personnalités liées à la commune
- Maurice Ardouin (1932-1999), artiste peintre, repose au cimetière de Montmarault. Son œuvre abonde en vues de la région, où il a souvent séjourné, après y avoir passé une partie de son enfance.
- Matthieu Auroux des Pommiers (1670-1742), né à Montmarault, jurisconsulte et commentateur de la Coutume de Bourbonnais.
- Gilbert-Louis-Grégoire Michelon de Cheuzat (1740-1807), homme politique né et décédé à Montmarault, député du tiers état aux États généraux de 1789.
- Pierre François Félix Joseph Giraud[26] (1745-1821), homme politique, député de l'Allier.
- Gilbert Gaulmin, homme politique né le 4 novembre 1745 à Montmarault (Allier) et décédé le 25 mars 1821 au même lieu.
- Louis-Auguste Camus de Richemont (31 décembre 1771, Montmarault (province du Bourbonnais) - ✝ 22 août 1853, Charrin (Nièvre)), était un général d'Empire et homme politique français du XIXe siècle.
- Christophe François Camus de Richemont (11 septembre 1774, Montmarault - 18 octobre 1813), frère du précédent, général des armées de la République et de l'Empire, mort au combat à Leipzig.
- Gilbert Desmaroux de Gaulmin (1815, Montmarault - 1885), avocat, député (1849-1870) et président (1861-1870) du Conseil général de l'Allier.
- Émile Durin, né le 15 mai 1896 à Montmarault, cogérant de la Manufacture Française des Pneumatiques Michelin de 1951 à 1962.
- Jean-François Hennequin, né à Montmarault le 3 janvier 1774, général français, baron de l'Empire.
- Charles Gilbert Tourret (1795-1858), député de l'Allier (1837-1842), ancien ministre (1848).
- Marcel Vacher (1858-1919), maire de Montmarault, député de l'Allier (1895-1898), commandeur du Mérite agricole et officier de la Légion d'honneur. Il épouse une Camus et réside au Château Camus.

### Héraldique
|  | Les armes de la commune se blasonnent ainsi : De sinople au soleil d’or accompagné de huit besants d’argent ordonnés en orle. |